# Éponge de Menger
Pour les articles homonymes, voir Menger.
L'éponge de Menger, parfois appelée éponge de Menger-Sierpinski, est un solide fractal. Il s'agit de l'extension dans une troisième dimension de l'ensemble de Cantor et du tapis de Sierpiński. Elle fut décrite pour la première fois par le mathématicien autrichien Karl Menger (Menger 1926).

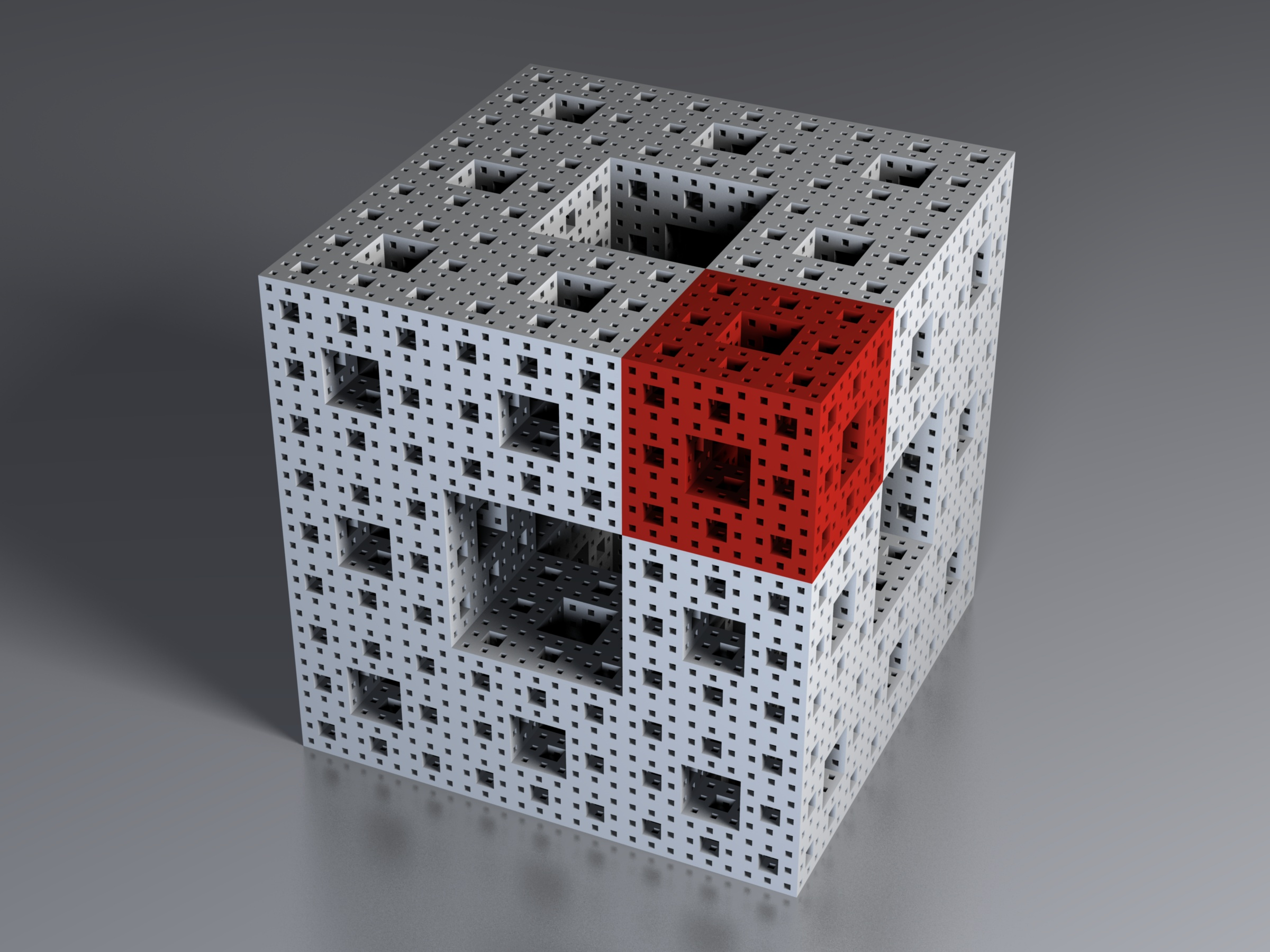
Éponge de Menger après quatre itérations.
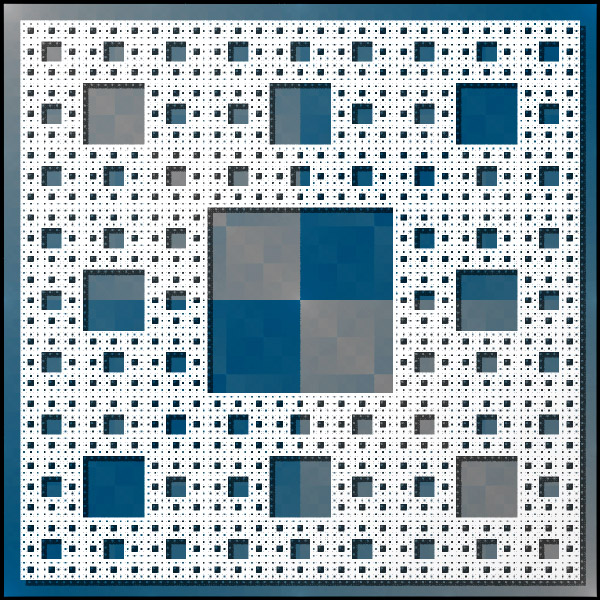
Face d'une éponge de Menger, ou tapis de Sierpiński.
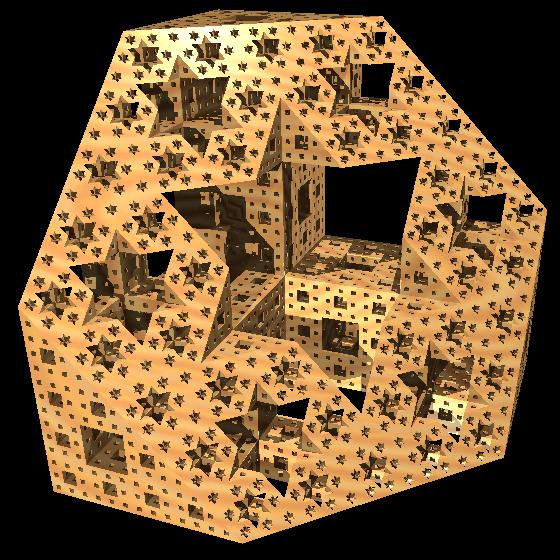
Éponge de Menger coupée par un plan transversal.
Éponge de Menger en ray tracing.

## Définition formelle
Formellement, l'éponge de Menger {\displaystyle M} est l'ensemble :
{\displaystyle \bigcap _{n\in \mathbb {N} }M_{n}}
où {\displaystyle M_{0}} est le cube unité et
{\displaystyle M_{n+1}=\left\{(x,y,z)\in \mathbb {R} ^{3}\left|{\begin{matrix}\exists i,j,k\in \{0,1,2\},(3x-i,3y-j,3z-k)\in M_{n}\\{\mbox{et au plus un des }}i,j,k{\mbox{ vaut 1}}\end{matrix}}\right.\right\}.}

## Construction
La construction d'une éponge de Menger peut être décrite de la manière suivante :
1. débuter par un cube ;
2. réduire le cube au tiers et en faire 20 copies ;
3. placer ces copies de telle façon qu'elles forment un nouveau cube de la même taille que l'original, sans les parties centrales ;
4. répéter le processus à partir de l'étape 2 pour chacun des 20 cubes ainsi créés.

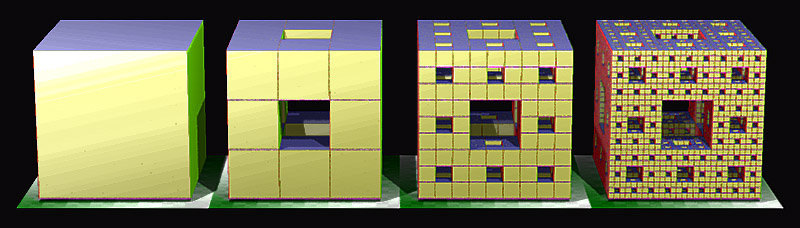
Quatre premiers stades de la construction d'une éponge de Menger.

Le solide obtenu à la limite, après un nombre infini d'itérations, est l'éponge de Menger.
À chaque itération, on multiplie le nombre de cubes par 20, ce qui fait que le solide créé à l'itération n contient 20n cubes.

## Propriétés
L'éponge de Menger est une fractale dont la dimension de Hausdorff vaut {\displaystyle {\frac {\log 20}{\log 3}}}, soit à peu près 2,726 833.
Chaque face de l'éponge de Menger est un tapis de Sierpinski. Toute intersection de l'éponge de Menger avec une diagonale ou une médiane du cube initial est un ensemble de Cantor. L'éponge de Menger est un espace fermé ; puisqu'il est également borné, le théorème de Heine-Borel stipule qu'il est également compact. L'éponge de Menger est un ensemble non-dénombrable de mesure de Lebesgue nulle.
La dimension topologique de l'éponge de Menger est égale à 1 ; elle fut d'ailleurs construite initialement par Menger pour explorer le concept de dimension topologique. Menger démontra que l'éponge est une courbe universelle, c’est-à-dire que toute courbe unidimensionnelle (au sens où sa dimension topologique est égale à 1) est homéomorphe à un sous-ensemble de l'éponge.
De manière similaire, le triangle de Sierpinski est une courbe universelle pour toute courbe d'un espace à deux dimensions. L'éponge de Menger étend cette notion aux courbes tri-dimensionnelles. Le raisonnement peut être étendu à un nombre de dimension quelconque.